# Andrés López López
Andrés López López (Cali, 15 de junio de 1971) es un exnarcotraficante y escritor colombiano.

## Inicios
Nació el 15 de junio de 1971 en Cali, Colombia. Se inició como cocinero en los laboratorios de droga del Valle del Cauca: Fernando Henao «el Grillo» fue quien lo introdujo en el negocio, ya que su hermano mayor, Orlando Henao Montoya, era uno de los jefes de los laboratorios de la zona. López también trabajó para el Cártel de Cali siendo un simple estudiante de 15 años.
Cuando integró el Cártel del Norte del Valle, López era conocido con el alias de «Florecita» debido a su forma sibarita de vestirse. Ya en la década de 1990, se convirtió en dueño de su propio laboratorio. Para 1993, después de la muerte de Pablo Escobar, debido a grandes diferencias con el Cártel de Cali se produce una guerra, y él y sus compañeros se independizan y crean el poderoso Cártel del Norte del Valle, operando principalmente en el Norte del Valle del Cauca, al Suroeste de Colombia. El Cartel del Norte del Valle llegó a ser el grupo delictivo más buscado por la DEA, y López fue uno de los principales capos «medios» de este cartel.

## Entrega a la justicia
Debido a la insistente persecución de la DEA y la cooperación con las autoridades de las organizaciones rivales, López decidió entregarse a la justicia norteamericana en el año 2001 y fue condenado a 11 años de prisión.

## Después de la cárcel
López fue liberado el 16 de abril de 2006 gracias a buen comportamiento y colaboración con los organismos gubernamentales de los Estados Unidos. Actualmente vive en Miami, es un famoso escritor aficionado al Triatlón.
Según su testimonio «En la cárcel fue el único momento en que tuve la oportunidad de transformar mi vida, tomar conciencia», es dentro de la cárcel que decide escribir su vida en el crimen colombiano; plasmando sus experiencias delictivas y las de su cartel en el libro El Cartel de los Sapos. El exnarcotraficante colombiano publicaría otro libro en agosto del 2013, denominado El señor de los cielos, en el cual escribe sobre Amado Carrillo Fuentes (exnarcotraficante mexicano).

## Éxito televisivo
Tanto los libros El cartel de los sapos (producida por Caracol Televisión) y El señor de los cielos han sido transformados en novelas televisivas, las cuales han tenido gran acogida por el público.